# Sven-Olov Axelsson
Sven-Olov Axelsson, folkbokförd som Rune Sven-Olof Axelsson, född 27 februari 1956 i Karlskoga, är en svensk socialdemokratisk politiker, som var kommunstyrelsens ordförande i Karlskoga kommun åren 2013–2018.

## Politisk karriär
Axelsson föddes som son till Gustav Rune Axelsson och Gunborg Elsa Margareta Eriksson. Han har tidigare varit verksam som facklig ombudsman och tillträdde funktionen som kommunstyrelsens ordförande 2013. Han efterträdde Niina Laitila och företrädde Tony Ring. Sedan 1 maj 2019 är han vice ordförande i Karlskogahem.

## Valresultat
| Parti | Parti               | Kandidat            | Kommun |
| Parti | Parti               | Kandidat            | Röster |
| ----- | ------------------- | ------------------- | ------ |
|       | Moderaterna         | Tony Ring           | 1 419  |
|       | Sverigedemokraterna | Patrik Nyström      | 249    |
|       | Vänsterpartiet      | Maria Nyberg        | 144    |
|       | Socialdemokraterna  | Anders Ohlsson      | 143    |
|       | Socialdemokraterna  | Liselotte Eriksson  | 142    |
|       | Moderaterna         | Anna Ragén          | 132    |
|       | Centerpartiet       | Inga-Lill Andersson | 128    |
|       | Socialdemokraterna  | Sven-Olov Axelsson  | 127    |